# Renault PN
Renault PN — французский городской автобус, производившийся компанией Renault на заводе в Булонь-Бийанкуре с 1926 по 1930 год. Предназначался для эксплуатации на маршрутах Парижа. Также существовала модификация Renault PY для пригородных линий.

## История
В 1926 году парижская транспортная компания STCRP (Société des transports en commun de la région parisienne, предшественница нынешней RATP), уже имевшая положительный опыт работы с фирмой Renault, заказала 50 новых автобусов с низким полом и входом с задней площадки (фактически поставлено 47). Эта модель получила название Renault PN. В период между 1927 и 1930 годами, STCRP получила 330 (по другим данным 337) машин.
Как и у многих других автомобилей Renault того периода, радиатор размещался позади двигателя. У первых серий колёса, в т.ч. и сдвоенные задние были цельнорезиновые, а фрикционное сцепление — коническое (позже замененное на дисковое). Вместимость автобуса составляла 39 мест для пассажиров + одно для кондуктора..
В 1929 году появилась модификация PY для пригородных линий, отличавшаяся от базовой версии расположением кабины за двигателем и наличием боковой двери вместо задней. Всего было выпущено 25 автобусов этого типа, но все они были выведены из эксплуатации в 1939 году.
К 1940 году планировалось модернизация Renault PN, которая, однако, не состоялась из-за начавшейся Второй мировой войны, а во время немецкой оккупации эти автобусы не использовались. Уцелевшие в войну 50 экземпляров эксплуатировались с 1945 до 1950 года.